# Joanna Haigh
Joanna Dorothy Haigh (7 de mayo de 1954 (71 años) es una física y académica inglesa. Es profesora de física de la atmósfera en el Imperial College London, y codirectora del Grantham Instituto para Cambio Climático y Ambiente. Fue directora del Departamento de Física en el Colegio Imperial de Londres. También miembro de la Royal Society, y expresidenta de la Sociedad Meteorológica Real.

## Educación y primeros años
Nació en 1954. Fue educada en la Hitchin Girls' School, luego en la Escuela de Gramática para Niñas en Hitchin, Hertfordshire. Estudió física en la Universidad de Oxford, graduándose con un Bachelor de Artes (BA); y promovida a un Máster de Artes (MA (Oxon). Luego Maestra de Ciencia (M.Sc.) en meteorología en el Colegio Imperial de Londres. Regresó a Somerville College, Oxford para completar un doctorado de Filosofía (DPhil) en física atmosférica bajo la supervisión de C.D. Walshaw, en 1980 y su tesis doctoral se tituló "Experimentos con un modelo bidimensional de la circulación general".

## Carrera académica
Es profesora de física de la atmósfera en el Imperial College London. Desde 2014, ha sido codirectora del Grantham Instituto de Cambio Climático y Ambiente. Anteriormente fue directora del Departamento de Física en el Colegio Imperial de Londres, entre 2009 y 2014.

### Investigaciones
Es conocida por su trabajo en variabilidad solar, y también trabajos en transferencia radiativa, acoplamiento estratósfera - tropósfera, y modelización del clima. Ha sido editora de la Revista de Ciencias Atmosféricas y un coautora en el Tercer Informe de Valoración del Grupo Intergubernamental de Expertos sobre el Cambio Climático. Es miembro del Instituto de Física. 
En 2004 recibió la Medalla del Instituto de Físicas' Charles Chree; y, en 2010 la Sociedad Meteorológica Real la galardonó con el Premio Adrian Gill por su trabajo en variabilidad solar y sus efectos en el clima.

### Visiones sobre cambio climático
Apoya la opinión científica sobre el cambio climático, sobre emisiones de CO2 antropogénico aumentando el efecto invernadero.
Declaró en junio de 2016, que si los niveles actuales de emisiones de dióxido de carbono continuaran incrementándose, subiría 5 °C de aumento desde el registro de temperaturas preindustriales, y que conseguir un aumento de temperatura nulo requeriría un cese completo de emisiones de carbono. También declaró su optimismo sobre el futuro, siguiendo la Conferencia de las Naciones Unidas sobre Cambio Climático 2015 (COP21), pero más tarde, cuando Donald Trump fue elegido presidente de EE. UU.,  dijo: 

"Si Trump hace lo que dice, y otros hacen lo propio, mi sentimiento es que estoy asustada. Muy asustada."

### Algunas publicaciones
- Joanna D. Haigh, Peter Cargill. 2015. The Sun's Influence on Climate. Princeton Primers in Climate. Reimpreso de Princeton University Press, 216 p. ISBN 1400866545, ISBN 9781400866540

- Joanna Dorothy Haigh, Michael Lockwood, Mark S. Giampapa. 2006. The Sun, Solar Analogs and the Climate: Saas-Fee Advanced Course 34, 2004. Swiss Society for Astrophysics and Astronomy, v. 34 de Saas-Fee Advanced Course. Editores Isabelle Rüedi, Manuel Güdel, Werner Schmutz, ed. ilustrada de Springer Science & Business Media, 426 p. ISBN 354027510X, ISBN 9783540275107

## Honores
En el 2013 Año Nuevo de Honores Reales, Haigh fue nombrada Comendadora de la Orden del Imperio británico (CBE) "por servicios a la física".
Fue presidenta de la Sociedad Meteorológica Real; y hoy es su vicepresidenta. En 2013, fue elegida miembro de la Sociedad Real (FRS). En su nominación se leyó:

"Distinguida por su liderazgo científico en el área de las influencias solares en la atmósfera media; y, por su modelado de cómo esos efectos pueden modular las circulaciones troposféricas y así propagarse a la superficie de la Tierra. Su experiencia en el modelado de la transferencia radiativa atmosférica permitió el desarrollo de algoritmos, computacionalmente rápidos y precisos Los sistemas de transferencia radiativa, algunos de los cuales ya están siendo utilizados por grupos de modelos climáticos en todo el mundo.Por proponer y demostrar un mecanismo completamente nuevo para la influencia solar en el clima, ha permitido tener en cuenta los efectos pequeños y sutiles, pero reveladores.